# 모락셀라
모락셀라(Moraxella)는 모락셀라과에 속한 그람 음성균의 한 속이다. 이름은 스위스의 안과 의사인 빅터 모락스(Victor Morax)에서 따왔다. 대부분 종의 모양은 길이가 짧은 간균이나 구간균이며, 모락셀라 카타랄리스(M. catarrhalis)는 쌍구균의 형태를 하고 있다. 당을 분해하지 못하며 산화효소 양성, 카탈레이스 양성이다. 모식종은 모락셀라 라쿠나타(M. lacunata)이며, 모락셀라속에 속한 세균 종들 중 임상적으로 가장 중요한 종은 모락셀라 카타랄리스이다.
모락셀라 오슬로엔시스(Moraxella osloensis)는 빨래 냄새의 주요 원인 균으로 알려져 있다.   

## 질병에서의 역할
모락셀라속의 세균들은 보통 점막 표면에서 공생하나 간혹 기회감염을 일으키기도 한다.
- 모락셀라 카타랄리스는 호흡계에 사는 세균인데, 만성 흉부 질환이 있거나 면역계가 손상된 환자에서는 하기도로 침투하여 기관이나 기관지, 폐의 염증(기관지염, 폐렴)을 유발할 수 있다. 예를 들어 만성 폐쇄성 폐질환(COPD)이나 만성 기관지염이 있는 노인 환자에서는 하기도 감염의 원인을 잘 일으킨다.[3] 또한 중이염과 부비동염의 주요 원인균 중 하나이다. 증상은 헤모필루스 인플루엔자(Haemophilus influenzae)로 인한 경우와 비슷하며, 수막염균(Neisseria meningitidis)보다는 독력이 약하다. 드물게는 균혈증과 수막염을 일으키기도 한다.
- 모락셀라 라쿠나타는 사람에서 안검결막염의 원인균 중 하나이다.[2]
- 모락셀라 보비스(Moraxella bovis)는 소 전염성 각막결막염의 원인이다. 모락셀라 보비스는 절대호기성 미생물로서 진행성, 비자한성 각막염, 궤양을 일으켜 궁극적으로는 각막을 파열시킨다. 이 병은 소에서만 발생하며 비교적 흔하게 발생한다. 테트라사이클린을 결막하 주사하거나 클록사실린을 국소 도포하여 치료하는데, 전자가 더 효과적이라고 알려져 있다. 파리를 통해 전파가 일어나므로 여름철 농장에서 파리를 막는 것이 필수적이다. 눈의 파열은 심각한 상황이므로 즉시 적출해야 하는데, 적출 시의 예후는 좋은 편이다.

## 빨래 냄새
모락셀라 오슬로엔시스(Moraxella osloensis)는 세탁물 냄새를 일으키는 주요 박테리아이다. 더러운 걸레 냄새 같은 화합물(4-methyl-3-hexenoic acid)을 생성한다. 이 균은 공기의 흐름이 제한된 실내 환경에서도 잘 생존하기 때문에 냄새 유발 화합물을 계속 생성할 수 있다. 빨래후 제거되지 않고 남았을 경우,  실내에서 옷을 건조할 경우에 박테리아가 살아남아 냄새를 유발하는 화합물을 계속 만들어내 심각한 냄새 문제를 초래할 수 있다. https://pmc.ncbi.nlm.nih.gov/articles/PMC3346475/